# Marie Kettnerová
Marie Kettnerová (ur. 4 kwietnia 1911 w Pradze, zm. 28 lutego 1998 w Londynie) – czeska tenisistka stołowa reprezentująca Czechosłowację, sześciokrotna mistrzyni świata.

## Kariera sportowa
Dwudziestotrzykrotnie zdobywała medale mistrzostw świata. Dwukrotnie zdobywała tytuły w grze pojedynczej (1934, 1935), trzykrotnie zespołowo oraz jeden raz w grze podwójnej (w parze z Marie Šmídovą).